# Unity Technologies
Unity Software Inc. (también conocida como Unity Technologies) es una compañía americana de desarrollo de software para la creación de videojuegos, con sede en San Francisco. Se fundó en 2004 bajo el nombre de Over the Edge Entertainment (OTEE), en Dinamarca. Cambiando su nombre en 2007. Unity Technologies es conocida por crear Unity, un motor de videojuegos.
El motor se puede utilizar para crear juegos tridimensionales (3D) y bidimensionales (2D), así como simulaciones interactivas y otras experiencias. El motor ha sido adoptado por industrias ajenas a los videojuegos, como el cine, la automoción, la arquitectura, la ingeniería, la construcción y la milicia.

## Historia

### Fundación y éxito temprano (2004–2008)
Unity Technologies fue fundada bajo el nombre de Over the Edge Entertainment (OTEE) en Copenhague en 2004 por David Helgason (CEO), Nicholas Francis (COO) y Joachim Ante (CTO). Over the Edge publicó su primer videojuego, GooBall, en 2005. El juego fue un fracaso comercial, pero los tres fundadores vieron valor en las herramientas que habían creado para simplificar su desarrollo, y cambiaron en consecuencia el foco de la compañía al desarrollo de un motor para otros programadores.
La compañía buscaba "democratizar" el desarrollo de videojuegos y hacer que el desarrollo de contenido interactivo 2D y 3D fuera más accesible. Unity fue nombrado subcampeón en la categoría Best Use of Mac OS X Graphics en los premios Apple Design Awards de 2006. La compañía creció con la salida al mercado en 2007 del iPhone, pues Unity fue de los primeros motores en ser compatible con dicha plataforma. Dado que la industria de los videojuegos tenía la mirada en los juegos de consola en la época en la que salió el iPhone y la App Store, Unity Technologies puso el foco en ayudar a los desarrolladores que querían crear juegos para móviles. Su dominio en como motor de videojuegos para el iPhone no tuvo rival durante varios años. En 2007, Over the Edge cambió su nombre a Unity Technologies.

### Expansión y plataformas nuevas (2009–2019)
En 2018, Unity ya era usado en más de 25 plataformas distintas, incluyendo móvil, ordenador, consolas, realidad virtual y web.
En noviembre de 2010, se lanzó la Unity Asset Store. Un mercado en línea en el que los clientes de Unity podían vender entre ellos, recursos como: modelos, sonidos, texturas, sistemas de código, etc.
En abril de 2012, Unity contaba con 1 millón de programadores registrados, de los cuales 300.000 lo usaban mensualmente. En mayo del mismo año, una encuesta de Game Developer reveló que aproximadamente el 53% de los programadores de videojuegos móviles usaban Unity. Para 2016, la compañía tenía ya más de 5.5 millones de usuarios registrados. Parte del atractivo de Unity es que permite a las personas que carecen de conocimientos técnicos programar juegos desde cero para crear juegos y otras simulaciones.
En 2013, Facebook integró un kit de desarrollo de software para juegos usando el motor de juegos Unity. El kit incluía herramientas que permitían rastrear campañas publicitarias y enlaces profundos, donde los usuarios estaban directamente vinculados desde publicaciones en redes sociales a partes específicas dentro de los juegos.
Unity adquirió en marzo de 2014 a Applifier. Un proveedor de servicios móviles con sede en Helsinki. El servicio para compartir repeticiones de juegos de Applifier se llamó inicialmente Everyplay, y pasó a ser conocido como Unity Everyplay. La adquisición también significó que la red de anuncios de video móvil de Applifier, GameAds, se convirtió en Unity Ads. A esta adquisición le siguieron otras 2 más ese mismo: Playnomics, una plataforma de análisis de datos para desarrolladores (ahora Unity Analytics), y Tsugi, cuyo servicio de integración continua se conoció como Unity Cloud Build.
En octubre de 2014, Helgason anunció que dejaría el cargo de CEO, pasando John Riccitiello (el ex CEO de la compañía de juegos Electronic Arts) a ocupar su lugar. Helgason permaneció en la empresa como vicepresidente ejecutivo.
En 2016, El desarrollador de software Niantic lanzó Pokémon Go, creado con el motor Unity. Tras el éxito de Pokémon Go, Unity Technologies llevó a cabo varias rondas de financiación que aumentaron la valoración de la empresa: en julio de 2016, una ronda de financiación de 181 millones de dólares valoró a la empresa en aproximadamente 1.500 millones de dólares;en mayo de 2017, la compañía recaudó $ 400 millones, subiendo la valoración de la compañía a $ 2.8 mil millones; y en 2018, el CEO de Unity confirmó una ronda de $ 145 millones que valoró a la compañía en aproximadamente $ 3 mil millones También en 2016, Facebook desarrolló una nueva plataforma de juegos para PC con Unity. En 2017, Unity Technologies adquirió Multiplay, una empresa que ofrece alojamiento servidores de juegos multijugador, del minorista Game por £ 19 millones.
Unity Technologies lanzó la versión Unity 2017 de su plataforma en 2017. Unity trabajó con Google en ARCore en 2017 para desarrollar herramientas de realidad aumentada para dispositivos y aplicaciones Android. Al año siguiente, Unity Technologies trabajó con Google Cloud para ofrecer servicios para desarrolladores de juegos en línea y DeepMind, subsidiaria de Alphabet Inc., para desarrollar inteligencia artificial en el mundo virtual. La plataforma Unity se utiliza para ayudar a las máquinas a través del aprendizaje reforzado. Según Fast Company, DeepMind utiliza el software Unity para entrenar algoritmos en "entornos físicos realistas", donde una computadora intentará continuamente lograr un objetivo a través de prueba y error.
El uso del software de Unity Technologies se expandió más allá de los juegos en la década de 2010, incluido el cine y la televisión y la industria automotriz. Para la industria automotriz, los fabricantes de automóviles utilizan la plataforma de realidad virtual de Unity para el diseño y las simulaciones de pruebas de automóviles en el mundo virtual. En octubre de 2018, Unity Technologies adquirió Digital Monarch Media, una empresa canadiense de cinematografía virtual.
Unity Technologies creó el Unity Icon Collective en noviembre de 2018. El equipo crea recursos para venderlos en Unity Asset Store para PC y consolas. Los recursos (personajes, entornos, arte y animaciones) se pueden utilizar en juegos de alta calidad; El movimiento fue visto como un intento de competir con los rivales de Unity, como Unreal Engine de Epic Games.
En enero de 2019, la compañía adquirió Vivox. Un proveedor de chat de texto y voz multiplataforma con sede en Framingham. A un precio de adquisición de $ 123,4 millones, la compañía se convirtió en una subsidiaria de propiedad total de Unity Technologies y opera de forma independiente. La tecnología de Vivox se utiliza en juegos como Fortnite, PlayerUnknown's Battlegrounds y League of Legends, entre otros. Los términos del acuerdo no fueron revelados. En mayo de 2019, la compañía confirmó una ronda de financiación Serie E de $ 150 millones que aumentó su valoración a $ 6 mil millones. En julio de ese año, anunció que junto con D1 Capital Partners, CPP Investment Board, Light Street Capital, Sequoia Capital y Silver Lake Partners, financiaría una licitación de $ 525 millones para permitir a los accionistas comunes de Unity vender sus acciones en la empresa. En septiembre de 2019, Unity Technologies compró la compañía de análisis de juegos deltaDNA por $53.1 millones. La compañía continuó con sus adquisiciones comprando la plataforma de gestión de juegos en vivo ChilliConnect en octubre de 2019, y el creador del servicio de transmisión de aplicaciones 3D Furioos, Obvioos, en noviembre de 2019. Ese mismo año, Unity pagó 48,8 millones de dólares para adquirir Artomatix, una empresa que desarrolla una herramienta de creación de material asistida por IA llamada ArtEngine. A pesar de los crecientes ingresos de $ 541,8 millones, Unity también registró pérdidas crecientes de $ 163,2 millones.

### Saliendo a bolsa y más adquisiciones (2020–presente)
En junio de 2020, Unity anunció que se había asociado con Apple para hacer que Unity Engine  se ejecutara en Mac equipadas con Apple Silicon, lo que permite a los desarrolladores de juegos actualizar sus juegos para admitir la nueva plataforma de hardware. Durante el evento de la WWDC 2020, se mostró una versión del editor de Unity corriendo en el Apple Silicon.  El 17 de agosto de ese año, Unity declaró que había adquirido Codice Software, creadores del sistema de control de versiones distribuido Plastic SCM. Ese mismo año, Unity adquirió Finger Food Studios por $ 46.8 millones.
En agosto de 2020, Unity anunció sus planes para una oferta pública inicial. En ese momento, la compañía reportó 1.5 millones de usuarios mensuales, con 15,000 nuevos proyectos iniciados diariamente. La compañía completó su OPI el 17 de septiembre de 2020 con un total de US $ 1.3 mil millones, por encima de su precio objetivo, y comenzó a cotizar como una compañía pública en la Bolsa de Valores de Nueva York con el símbolo  NYSE: U al día siguiente. La OPI le dio a Unity un valor estimado de 13.700 millones de dólares.
En diciembre de 2020, Unity anunció la adquisición del marco de trabajo de redes multijugador, MLAPI y RestART, una compañía de visión por computadora y aprendizaje profundo.

## Características
Unity brinda a los usuarios la capacidad de crear juegos y experiencias tanto en 2D como en 3D, ofrece una API de secuencias de comandos principal en C# usando Mono, tanto para el editor de Unity en forma de complementos como para los juegos en sí, así como para arrastrar y soltar. funcionalidad. Antes de que C# fuera el lenguaje de programación principal utilizado para el motor, anteriormente admitía Boo, que se eliminó con el lanzamiento de Unity 5, y una implementación de JavaScript basada en Boo llamada UnityScript, que quedó obsoleta en agosto de 2017, después del lanzamiento de Unity 2017.1, a favor de C#.
Dentro de los juegos 2D, Unity permite la importación de sprites y un renderizador de mundos 2D avanzado. Para juegos 3D, Unity permite la especificación de compresión de texturas, mapas MIP y configuraciones de resolución para cada plataforma que admite el motor del juego, y brinda soporte para mapeo de relieve, mapeo de reflexión, mapeo de paralaje, oclusión ambiental del espacio de pantalla (SSAO), dinámica sombras utilizando mapas de sombras, renderizado a textura y efectos de posprocesamiento de pantalla completa.
Hay dos canalizaciones de renderizado independientes disponibles, canalización de renderizado de alta definición (HDRP) y canalización de renderizado universal (URP, anteriormente LWRP), además de la canalización integrada heredada. Los tres canales de renderizado son incompatibles entre sí.[58] Unity ofrece una herramienta para actualizar sombreadores utilizando el renderizador heredado a URP o HDRP.
Los creadores pueden desarrollar y vender activos generados por usuarios a otros creadores de juegos a través de Unity Asset Store. Esto incluye activos y entornos 3D y 2D para que los desarrolladores los compren y vendan. Unity Asset Store se lanzó en 2010. Para 2018, se habían realizado aproximadamente 40 millones de descargas a través de la tienda digital.

## Asuntos corporativos
Unity Technologies es una empresa pública con sede en San Francisco, California; su salida a bolsa fue en septiembre de 2020. A partir de 2018, la compañía empleó a más de 2.000 personas en oficinas en América del Norte, Europa y Asia. Está supervisada por un consejo de administración. John Riccitiello actúa como director ejecutivo, tras reemplazar a unos de los fundadores, David Helgason, en 2014. Danny Lange, que ha trabajado en el campo del aprendizaje automático para compañías como IBM, Microsoft, Amazon Web Services y Uber. Es vicepresidente de inteligencia artificial y aprendizaje automático. Cargo que ocupa desde finales de 2016. Unity Technologies nombró a sus primeros directores independientes en 2017. Riccitiello dijo que la medida era necesaria si la empresa tenía la intención de cotizar en bolsa en el futuro. Según TechCrunch, Unity Technologies había recaudado más de $ 600 millones en fondos y estaba valorado en alrededor de $ 3 mil millones para 2018. Sus inversores incluyen Sequoia Capital, Draper Fisher Jurvetson, Silver Lake, China Investment Corporation, FreeS Fund, Thrive Capital, WestSummit Capital y Max Levchin. Los flujos de ingresos incluyen tarifas de licencia para su motor de juego, su Unity Asset Store y la plataforma Unity..
En 2017, Unity Technologies lanzó Unity Without Borders, un programa que patrocinó a 50 programadores de videojuegos de Oriente Medio para que asistieran a la conferencia Unity's Unite Europe en Ámsterdam. Programadores de videojuegos patrocinados por Unity Without Borders afectados por las restricciones de viaje de la administración del presidente Donald Trump.
El 5 de junio de 2019, Anne Evans, exvicepresidenta de recursos humanos de Unity Technologies, presentó una demanda por acoso sexual y despido injustificado contra la empresa, alegando que Riccitiello y otro compañero de trabajo la habían acosado y luego fue despedida por un disputa con este último. Unity Technologies respondió que las acusaciones de Evans eran falsas y que había sido despedida por mala conducta y falta de juicio.

## Mascota
El 16 de diciembre de 2013, Unity Technologies Japan reveló un personaje mascota oficial llamado Unity-chan (ユニティちゃん, Yuniti-chan), nombre real Kohaku Ōtori (大鳥 こはく, Ōtori Kohaku) (con la voz de Asuka Kakumoto [ja; zh]). Los datos del juego asociados al personaje se publicaron a principios de 2014.
El personaje fue diseñado por el diseñador japonés "ntny" de Unity Technologies como un personaje heroína de código abierto. La empresa permite el uso de Unity-chan y personajes relacionados en proyectos secundarios bajo ciertas licencias. Por ejemplo, Unity-chan aparece como personaje jugable en Runbow.